# 岡特岩
岡特岩（英語：Gaunt Rocks）是南極洲的岩石，處於巴羅斯岩以西4公里，屬於威廉群島的一部分，由英國探險隊繪入地圖，現時由南極條約體系管理。